# یاغمور تانری سوسین
یاغمور تانری سوسین (انگلیسی: Yağmur Tanrısevsin؛ زادهٔ ۲۴ اوت ۱۹۹۰) بازیگر، طراح اهل ترکیه است. وی از سال ۲۰۱۱ میلادی تاکنون مشغول فعالیت بوده‌است.
از فیلم‌ها یا برنامه‌های تلویزیونی که وی در آن نقش داشته‌است می‌توان به زخم قلب اشاره کرد.